# روض الجواء
روض الجواء أحد المراكز الإدارية التابعة لمحافظة عيون الجواء في منطقة القصيم وسط المملكة العربية السعودية.

## مسجد روض الجواء
مسجد روض الجواء هو مسجد مبني من الطين ويقع على أرض تقدر مساحتها بـ 243 متر مربع. يحتوي المسجد على مصلى مغلق (داخلي) تقدر مساحته بـ 83 متر مربع. ومصلى خارجي (مفتوح) تقدر مساحته بـ 47 متر مربع. وفناء (حوش) تقدر مساحته بـ 114 متر مربع كما يتوسطه مجسم على شكل بئر ماء. يحتوي المصلى الداخلي على نافذة (دريشة) غربية وأخرى جنوبية. كما يوجد فيه 3 أعمدة تحمل السطح. بُني هذا المسجد منذ عقود ماضية وفي الآونة الأخيرة تم ترميمة وتجديد بناءه على نفس الطراز النجدي السائد في ذلك الوقت. أما عن الآذان فيتم رفع الآذان فيه عن طريق المئذنة التي تعلو السطح بقليل.

## صخرة عنترة بن شداد
حصاة النصلة أو حصاة عنترة هي صخرة حمراء اللون تقع شمال شرق روض الجواء، بمسافة 3 كيلومترات. تُعد حصاة النصلة إحدى الشواهد التي تُشير إلى تاريخ عنترة بن شداد وابنة عمه عبلة، والتي دارت فصولها بين صخرتين عرفا بعد ذلك بصخرة عنتر.